# 1979年巴厘岛地震
1979年巴厘岛地震是指1979年12月17日发生在印度尼西亚巴厘岛近海的地震。是次地震规模为Ms 6.3级，震源深度约15千米。共造成27人遇难和200人受伤。

## 构造背景
印度尼西亚所处地质构造环境属岛弧俯冲型地震构造带，岛弧呈向西南突出的C字形展布。广义而言，印度尼西亚群岛位于印度洋板块和欧亚板块动力碰撞的影响区。但若详细分析，印度尼西亚群岛可被认为是四个板块碰撞的产物，即欧亚板块、太平洋板块、菲律宾板块和印度-澳洲板块。印度洋板块以约50~70mm/yr的速度向东北方向位移，与欧亚板块碰撞汇聚于班达弧，形成了巽他—爪哇海沟。并在爪哇和苏门答腊陆块之间形成了长达3000千米的断裂带和火山群，这使得印度尼西亚成为地震多发地区。
本次地震震中位于印度尼西亚南部的巴厘岛，即接近印尼群岛南部巽他板块的构造边界的一个区域。由于巴厘岛随龙目岛、松巴哇岛等区域受印度-澳大利亚板块的俯冲，历史上该地区地震活动频繁、震害强度大，以浅源地震为主，历史地震发震深度在0至20千米之间。早年的学术研究结果显示，巴厘岛区域由于处于弗洛雷斯弧后逆冲断层上。由区域层析成像研究推断出，印度-澳大利亚板块由此地区俯冲渗透到地幔过渡带区域，具有很强的地震趋势。
有地震学家指出，印度洋东部洋域具备发生海啸的海洋深度较大、断层上下错动的要件，这一状况十分有利于巨大海啸的发生，因此该地域具有极高的地震海啸危险性。但据马塔兰大学灾害风险管理研究中心的艾柯·普拉乔科查阅史料，得出了巴厘岛地区虽然地震风险极大，但因地震引发海啸的可能性不大的结论。
在1979年巴厘岛地震发生三年前，巴厘岛北部地区曾发生过一次Ms 6.5级的地震，造成了573人遇难，另有将近五千人受伤。而就在本次地震发生前两个月，紧挨巴厘岛的龙目岛发生了一次Ms 6.2级的地震，造成了2人遇难，另有包括巴厘岛、龙目岛在内数百个建筑受损。

## 参数测定
根据美国地质勘探局的测定，1979年巴厘岛地震的震中位于巴厘岛最大城市丹帕沙东北约60千米处，规模为Ms 6.3级，震源深度约为15千米，最大烈度为6(VI)度。据最初的地震报告，这次地震的震中曾被认为在阿贡火山一带，但印度尼西亚当局认为本次地震发生在龙目海峡一带。

## 震害情况
1979年巴厘岛地震不仅在巴厘岛内造成震感，还使得龙目岛的居民也感受到了强烈摇晃。地震引起了当地居民巨大的恐慌，许多居民在夜间逃往了旷野和海滩。约有8万建筑物在本次地震中受损，其中卡朗阿森县有80%左右的建筑物受损。另包括40座巴厘寺、17个市场、8个学校、一些清真寺和公共医院受损。名为楚里克和提斯拉的小镇由于受到了不可逆转的损害而被废弃。

## 学术影响
1979年巴厘岛地震被认为引起了印度尼西亚地震学界对巴厘岛、龙目岛地区的关注，许多关于该区域的学术研究从20世纪80年代起开始被实施。